# Ако можеш, забрави
„Ако можеш, забрави...“ е български игрален филм (комедия) от 1988 година на режисьора Николай Босилков, по сценарий на Илия Костов. Оператор е Цанчо Цанчев. Музиката във филма е композирана от Ангел Михайлов.

## Сюжет
Животът в село Макоцево тече монотонно, докато в един летен ден не пристига женска студентска бригада от София. Това става достатъчен повод за покачване на напрежението. Следват конфликти, недоразумения и редица комични ситуации между местните ергени и бригадирките, но след като последните си заминават, ежедневието в селото се връща към обичайния си спокоен ритъм.

## Актьорски състав
- Иван Григоров – Даньо Ветеринарят
- Веселин Цанев – Илчев
- Андрей Андреев – Жоро Докторът
- Йордан Биков – Петко Петков
- Жулиета Ралева – Тянка
- Камелия Недкова – Мичето
- София Кузева (като София Кузова) – Ева
- Христина Маджурова – Анелия (Нели)
- Албена Додева – Пепи
- Валерия Тодорова – Руми
- Димитър Милушев – Кметът
- Цветана Лазарова - Майката на Петко
- Диана Каваклийска - Владигерова
- Светослав Карабойков (като Светослав Карабуйков) - директорът на училището
- Марияна Станишева - жената на доктора
- Бранимир Маринов
- Емил Джуров – отговорникът на бригадата

и други